# NGC 4293
NGC 4293 (другие обозначения — UGC 7405, MCG 3-32-6, ZWG 99.23, VCC 460, IRAS12186+1839, PGC 39907) — галактика в созвездии Волосы Вероники.
Этот объект входит в число перечисленных в оригинальной редакции «Нового общего каталога».
Имеет маломассивное активное ядро.